# Lars Løkke Rasmussen
Lars Løkke Rasmussen, danski politik; * 15. maj 1964, Vejle, Danska.
Je danski politik in dvakratni predsednik vlade Danske; funkcijo je opravljal med letoma 2009 in 2011 ter med 2015 in 2019. Od leta 2009 do 2019 je bil vodja liberalne stranke Venstre. Rasmussen je bil od 21. septembra 1994 član Folketinga. Od leta 1998 do 2001 je bil tudi župan okrožja Frederiksborg. Nato je bil med 27. novembrom 2001 in 23. novembrom 2007 minister za notranje zadeve in zdravje v okviru prve in druge vlade Andersa Fogha Rasmussena, nato pa je od 23. novembra 2007 do aprila 2009 deloval kot finančni minister v okviru Rasmussenove tretje vlade. 5. aprila 2009 je nasledil Andersa Fogha Rasmussena na položaju predsednika vlade po imenovanju slednjega za generalnega sekretarja Nata.
Na splošnih volitvah leta 2011 je vlada izgubila parlamentarno večino, Rasmussen pa je kraljici Margareti II. podal odstop. Nasledila ga je Helle Thorning-Schmidt iz stranke Socialnih demokratov. Na splošnih volitvah leta 2015 so desne stranke ponovno pridobile večino v Folketingu. Rasmussen je spet postal predsednik vlade in še v istem mesecu ustanovil svojo drugo vlado. Sestavljali so jo izključno člani Venstreja, novembra 2016 pa je prišlo še do vključitve Liberalnega zavezništva in Konservativno ljudske stranke, ki sestavljajo njegovo tretjo vlado.
6. junija 2019 je po volitvah odstopil s položaja predsednika vlade po, saj je bila njegova vlada poražena. Kljub temu je še naprej vodil prehodno vlado, dokler ni bila ustanovljena nova vlada in prisegla. 27. junija 2019 je Rasmussena kot premierka nasledila Mette Frederiksen. 31. avgusta 2019 je odstopil s položaja predsednika stranke Venstre. 1. januarja 2021 je Venstre zapustil in junija 2021 je ustanovil Zmerno stranko.